# Поладян, Аршак Павлович
Аршак Павлович Поладян (арм. Արշակ Փոլադյան; род. 15 мая 1950, в Рас-эль-Эйн в Сирийской провинции Хассака) — армянский дипломат. Кандидат исторических наук (1984), доктор (1996). С 2019 года доктор Поладиан является послом Армении в Тунисе и Марокко с резиденцией в Ереване. Ранее Поладиан был Чрезвычайным и Полномочным Послом Армении в Сирии с 2007 по 2018 год, а также нерезидентным послом Армении в Иорданском Хашимитском Королевстве с 2011 по 2018 год. Полядиан также был послом Армении в Объединённых Арабских Эмиратах с 2002 по 2006 год, и в качестве посла Армении (нерезидента) в Государстве Кувейт и Королевстве Бахрейн с 2003 по 2007 год.
- 1968—1972 — историко-географический факультет Армянского педагогического института им Х. Абовяна.
- 1974—1979 — институт востоковедения академии наук Армянской ССР. Арабист-исламист.
- 1979—1981 — аспирантура института востоковедения академии наук Армянской ССР.
- 1965—1967 — наборщик арабского языка при типографии академии наук (г. Эчмиадзин).
- 1967—2000 — работал в институте востоковедения академии наук Армении.
- 1993—2000 — заведующий отделом арабских стран министерства иностранных дел Армении.
- 1998—2000 — заведующий кафедрой востоковедения Ереванского государственного университета им. Ачаряна.
- 1998—2000 — советник министра иностранных дел Армении по Ближнему и Среднему Востоку.
- 2000—2002 — поверенный в делах Армении в Объединённо Арабских Эмиратах.
- 2002—2006 — чрезвычайный и полномочный посол Армении в Объединённо Арабских Эмиратах.
- 2003—2007 — чрезвычайный и полномочный посол Армении в Республике Кувейт и Королевстве Бахрейн.
- С апреля до августа 2007 — советник министра иностранных дел Армении.

## Награды
- Медаль «За заслуги перед Отечеством» I степени (15 апреля 2024 года) — за многолетнюю безупречную дипломатическую деятельность[5]
- Медаль Мхитара Гоша (24 мая 2013 года) — по случаю Дня Республики[6]
- Орден Заслуг первого класса (2018 год, Сирия)[7]
- Орден Независимости (2006 год, Объединённые Арабские Эмираты)[8]
- Золотая медаль МИД (2011 год)[8]